# Wuthering Heights
‘Wuthering Heights’는 잉글랜드의 싱어송라이터 케이트 부시의 노래로 1978년에 발매한 첫 정규 음반 “The Kick Inside”에 수록되어 있다. 부시가 홀로 노래를 작곡하였으며, 앤드류 파월이 프로듀서로 참여하였다. 부시의 첫 싱글로 발매된 노래이기도 하며, 영국 싱글 차트에서 1위를 기록하였다. 기타 솔로는 앨런 파슨스 프로젝트에서 기타를 연주했던 이언 베언슨(Ian Bairnson)이 연주했다.

## 제작

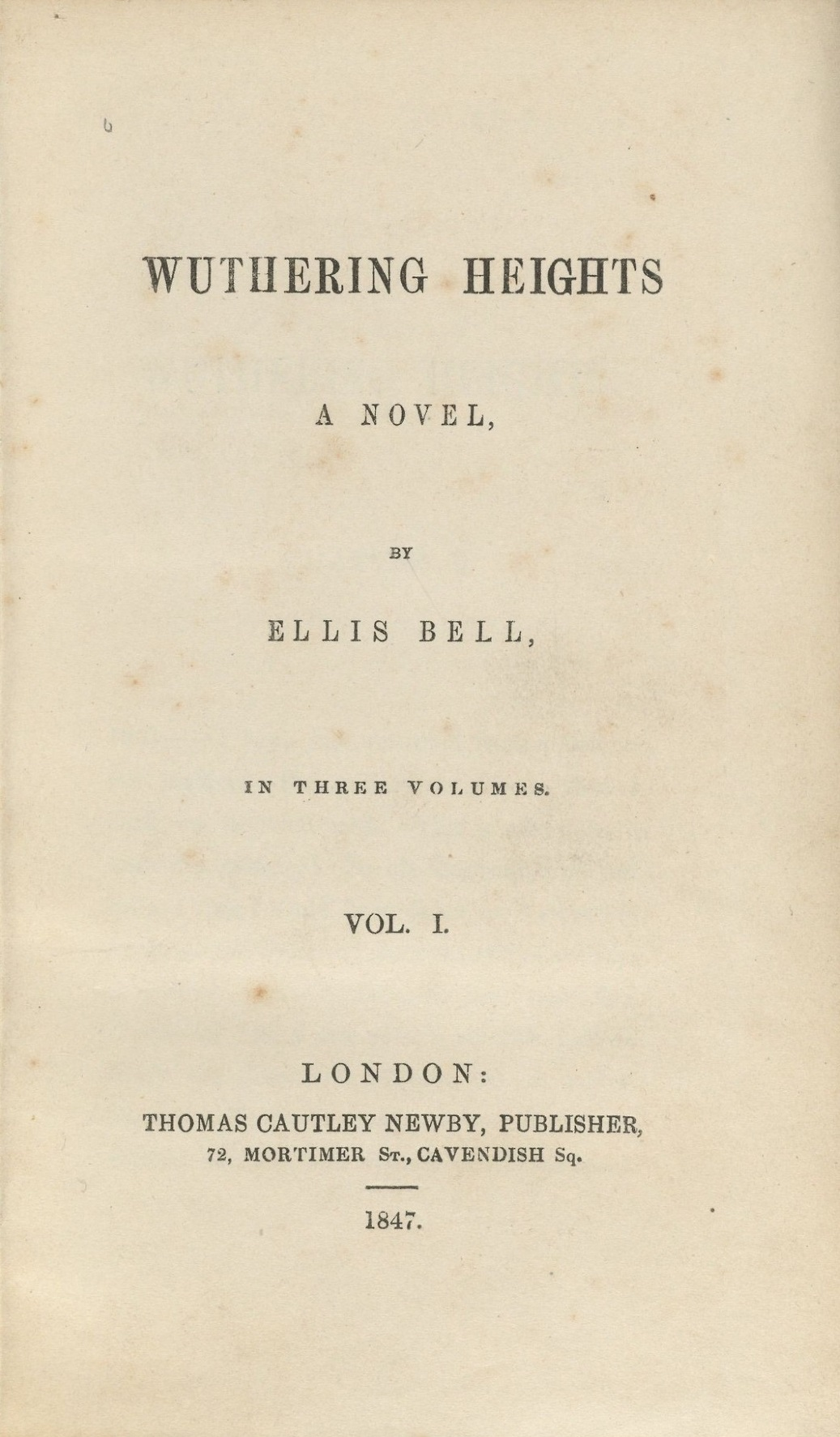
《폭풍의 언덕》의 1847년 초판본

1977년 3월 5일 밤, 당시 18살이던 부시는 에밀리 브론테의 소설 《폭풍의 언덕》(Wuthering Heights)을 1967년 BBC가 각색하여 제작한 텔레비전 드라마의 마지막 5분 정도 부분을 시청하였다. 당시 드라마의 장면은 창문에서 손이 들어오고, 사방에 피가 흘려져있는 상태였는데, 부시가 어떤 일이 일어났는지 갈피를 잡지 못하자 누군가가 소설의 이야기를 설명해주었다고 이야기했다. 노래를 드라마에 큰 영감을 받은 부시는 몇 시간 동안 집에 있는 피아노로 ‘Wuthering Heights’를 작곡하였다.
부시는 “The Kick Inside”의 녹음이 시작되기 며칠 전 프로듀서 앤드류 파월에게 ‘Wuthering Heights’의 존재를 밝혔다. 당시 파월은 "케이트가 우리 집에 와서 '저에게 다른 노래가 있어요'라고 말하였다."고 언급하고는 이어서 부시가 노래를 연주하면서 "이 음반에 수록되도 괜찮을까요?"라는 물음에 긍정적으로 답하였다.

## 가사
케이트 부시는 만 18살 때 동명의 소설 《폭풍의 언덕》에 기반한 가사를 썼다. 부시는 1970년에 나온 영화판 '폭풍의 언덕'의 마지막 10분에서 영감을 받았다고 한다. 영화를 본 뒤 소설을 읽은 부시는 소설의 원작자인 에밀리 브론테(Emily Brontë)와 자신의 생일이 7월 30일로 같다는 사실을 알게 됐다.
가사의 일부분은 소설의 등장인물인 캐서린 언쇼의 대사에서 따왔다. 특히 코러스 부분의 '날 들여보내줘. 너무 추워'(Let me in. I'm so cold)라는 부분이 그렇다.
가사의 내용은 전체적으로 캐서린 언쇼의 시각에서 쓰여졌다. 캐서린은 소설의 또다른 등장인물인 히스클리프의 창문에서 자신을 들여보내 달라고 부탁한다. 부시의 가사가 두 사람의 사랑을 표현한 것으로 보일 수도 있지만 원작 소설의 내용을 감안하면 전혀 다른 모습이 나타난다.
원작 소설의 제3장에 따르면, 캐서린 언쇼는 사람이 아니라 유령이다. 유령이 된 캐서린이 무덤에서 히스클리프를 사랑스럽게 부르고 있는 것이다. 캐서린의 유령은 침실 창문을 통해 소설의 내레이터이기도 한 락우드(Lockwood)의 손을 붙잡으며 자신을 들여보내 달라고 부탁한다. 그제서야 캐서린은 자신의 연인 히스클리프로부터 용서를 받고 자신만의 연옥(purgatory)에서 풀려날 수 있었다.

## 발매
음반사인 EMI는 케이트 부시의 데뷔 싱글로 'Wuthering Heights'가 아닌 'James and the Cold Gun’을 선택했었다. 하지만 부시의 요청으로 'Wuthering Heights'가 데뷔 앨범의 첫 싱글로 발표됐다.
뮤직 비디오는 두 가지가 제작됐다. 영국판 비디오에서 부시는 하얀 드레스를 입고 하얀 안개로 채워진 어두운 방에서 노래를 하는 모습으로 나타났다. 미국판 비디오는 빨간 드레스를 입은 부시가 야외에서 공연하는 모습을 담았다.
애초 확정된 발매일자는 1977년 11월 4일이었다. 하지만 부시는 싱글 표지의 그림에 만족하지 못하고 교체를 요구했다. EMI는 싱글의 발매를 다음 해로 미루기로 결정했다. 부시의 결정은 결과적으로 현명한 것으로 드러났다. 1977년 12월 폴 매카트니가 결성한 윙스(Wings)가 '멀 오브 킨타이어'(Mull of Kintyre)를 발표한 것이다. 이 곡은 영국에서만 200만장 이상 팔릴 정도의 대성공작이었다. 만약 1977년 11월에 'Wuthering Heights'가 발매됐다면, 부시는 윙스의 대성공작과 경쟁할 수밖에 없었을 것이다.
'Wuthering Heights'는 1978년 1월 20일에 정식 발매됐다. 발매 3주가 지난 2월 11일에는 영국 싱글차트 42위에 진입했으며, 그 다음 주에는 27위로 올랐다. 그때 부시는 싱글차트 순위를 방송하는 TV프로그램인 탑 오브 더 팝스(Top of the Pops)에 처음으로 방송 출연을 했다.

## 차트 순위
'Wuthering Heights'는 영국 싱글 차트에서 4주간 1위를 차지했으며, 케이트 부시가 인기 가수의 반열에 오르는 계기가 됐다. 1978년 가을 오스트레일리아에서도 이 곡은 3주간 1위를 차지했다.

## 평가
피치포크는 1970년대 최고의 노래 중 ‘Wuthering Heights’를 5위로 선정하였다. 캐머런 쿡은 사교성에 영향을 미쳤던 디스코와 펑크가 절정에 달한 시기에 부시가 조용한 아이들, 괴짜를 위한 공간을 만들어냈다고 표현하였다. 같은 주제로 NME는 96위에 선정하였다. 한편 2014년에 선정한 역대 최고의 노래에서 ‘Wuthering Heights’는 76위에 자리를 잡았다. 가디언의 평론가들이 현대 음악의 역사라는 주제로 선정한 노래 중 록 부문에 포함이 되었으며, 모조는 가장 위대한 케이트 부시의 노래 중 ‘Hounds of Love’ 다음인 2위로 선정하였다. 집필진은 "문학적 보석 속 보위가 브론테를 만났다"라고 단평하였다. 데일리 텔레그래프는 부시의 싱글 31개의 순위를 매기는 글에서 4위로 선정하였다.

## 영향
미국의 록 싱어송라이터 팻 베네타는 1980년에 발매한 두 번째 음반 “Crimes of Passion”에서, 1993년 브라질의 메탈 밴드 앙그라는 밴드의 데뷔 음반 “Angels Cry”에서 ‘Wuthering Heights’를 커버하였다. 프랑스 출신의 크리스틴 앤 더 퀸스는 2018년 BBC 라디오 1 라이브 라운지에 출연하여 리한나의 노래 ‘Kiss It Better’와 ‘Wuthering Heights’를 매시업해 공연을 펼쳤으며, 노르웨이의 전자 음악 듀오 로익솝도 라이브 세트에 노래를 포함시켰다. 이외에도 칼리 레이 젭슨, 소피 엘리스 벡스터, 와이즈 블러드 등 많은 음악가들이 노래를 커버하여 공연하였다.
2011년, 유튜브에 ‘Wuthering Heights’를 느리게 재생해 36분으로 만든 영상이 업로드되었고, 텔레비전 호스트인 리처드 메츠거가 운영하는 블로그 댄저러스 마인즈에서 포스팅하면서 인기를 끌었다. 2013년 잉글랜드의 브라이턴에서는 300여 명의 사람들이 노래에 따라 맞춰 춤을 추는 "얼티메이트 베이트 부시 익스페리언스"라는 행사를 하기도 하였다. 이 행사에서 영향을 받아 2016년부터는 "모스트 워더링 하이츠 데이 에버"라는 이름의 행사가 개최되기 시작하였다.

## 곡 목록
7" 싱글
1. ‘Wuthering Heights’ – 4:30
2. ‘Kite’ – 2:56

## 참여진
크레딧은 “The Kick Inside”의 라이너 노트에서 발췌하였다.
- 케이트 부시 – 보컬, 피아노
- 앤드류 파월 – 편곡, 베이스 기타, 첼레스타
- 던컨 맥케이 – 해먼드 오르간
- 데이비드 패튼 – 통기타
- 이언 베언슨 – 전기 기타, 기타 솔로
- 스튜어트 엘리엇 – 드럼
- 모리스 퍼트 – 타악기
- 데이비드 캐츠 – 오케스트라 지휘자